# ابرهارد تاوبرت
ابرهارد تاوبرت (به آلمانی: Eberhard Taubert) (زادهٔ ۱۱ مهٔ ۱۹۰۷ در کاسل- مرگ ۲ نوامبر ۱۹۷۶ در کلن) حقوق‌دان آلمانی، عضو پیشین حزب نازی آلمان و کنشگر یهودستیز و ضد کمونیسم بود. نام مستعار وی دکتر ضد (به آلمانی: Dr. Anti) بود.
او در ۱۹۳۱ میلادی به حزب نازی پیوست. در ۱۹۳۳ میلادی به خدمت وزارت رایش برای روشنگری مردم و پروپاگاندا به رهبری یوزف گوبلز درآمد. او سناریونویس محبوب گوبلز بود و در نوشتن متن فیلم یهودستیزانهٔ یهودی ابدی نقش داشت. همچنین او را عامل ایجاد قانون نصب نشان زردرنگ بر جامهٔ یهودیان می‌دانند.
پس از فروپاشی رایش سوم او به خدمت حزب دموکرات مسیحی آلمان درآمد. همچنین با دستگاه‌های اطلاعاتی آلمان غربی در راستای نبرد با کمونیسم همکاری می‌نمود. چندی هم مشاور فرانتس یوزف اشتراوس سیاستمدار برجستهٔ آلمانی بود.
هنگامی که ساواک در جستجوی یک رایزن برای نبرد با کمونیسم از سازمان اطلاعات آلمان فدرال یاری خواست، آنان تاوبرت را به ایرانی‌ها معرفی نمودند؛ البته از ذکر سوابق وی در آلمان نازی پرده برنداشتند. در بهمن ۱۳۳۴ (فوریه ۱۹۵۹ میلادی) اشتراوس با حقوق ماهانه سه هزار و پانصد دویچه مارک به استخدام ساواک درآمد. استخدام و زندگی او در ایران کاملاً محرمانه نکاه داشته‌می‌شد. او در اتاقی که از سرهنگی عضو ساواک اجاره کرده‌بود می‌زیست، دوستی نداشت و تنها تفریح محدودش گردش گاه‌وبیگاه در کوه‌های اطراف تهران بود. محور اصلی فعالیت او یاری‌رساندن به رادیوی ایران در زمینهٔ تبلیغات ضد شوروی بود. برخی تاوبرت را پیشنهاددهندهٔ اصلی طرح سپاه دانش می‌دانند که برپایهٔ الگوی جوانان نازی روزگار هیتلر پیاده‌سازی شده‌بود. تاوبرت تا ۱۳۴۲ (۱۹۶۳ میلادی) در ایران ماند. دلیل پایان کار او در ایران یا مربوط به بهبود روابط ایران با شوروی بود، یا فرض فشار احتمالی اسرائیلی‌ها برای اخراج او از ایران.
از فعالیت‌های پسین تاوبرت اطلاع دقیقی در دست نیست. گویا او از ایران به مصر و سپس آفریقای جنوبی رفت.